# Catillon-Fumechon
Catillon-Fumechon település Franciaországban, Oise megyében. Lakosainak száma 540 fő (2022. január 1.). Catillon-Fumechon Ansauvillers, Bucamps, Nourard-le-Franc, Quinquempoix, Saint-Just-en-Chaussée és Wavignies községekkel határos.

## Népesség
A település népességének változása:
| Lakosok száma | 536  | 516  | 531  | 536  | 546  | 543  | 538  | 539  | 540  |
|               | 2013 | 2015 | 2016 | 2017 | 2018 | 2019 | 2020 | 2021 | 2022 |